# Митрополит бањалучки Јефрем
Јефрем (световно Миле Милутиновић; Буснови код Приједора, 15. април 1944) је архиепископ и митрополит бањалучки.

## Биографија
Рођен је 15. априла 1944. године у селу Буснови код Приједора, Краљевина Југославија. У мјесту рођења завршио је шест разреда основне школе, а преостала два разреда у Санском Мосту гдје је потом похађао гимназију. Половином 1964. године отишао је за искушеника у манастир Рачу у Епархију жичку. Замонашен је 9. јула 1967. године у манастиру Липље у Епархији бањалучкој. Исте године уписан је у богословију у манастиру Крки коју је завршио са одличним успјехом (1971). У чин ђакона рукоположио га је епископ бањалучки Андреј Фрушић, дана 14. јануара 1968. године, у Саборном храму у Бањој Луци.
Послије завршеног четвртог разреда богословије рукоположен је на Духове, дана 14. јуна 1970. године, у чин јеромонаха. Са одличним успјехом завршио је Московску духовну академију са звањем кандидата богословља (1975). Звањем синђела одликован је 1975. године. Исте године прелази из Бањалучке епархије у Далматинску епархију у братство манастира Крке. Одлуком Светог архијерејског синода од 2. септембра 1975. постављен је за суплента Богословије Света Три Јерарха у манастиру Крки.

## Епископ
На редовном засједању Светог архијерејског сабора од 1. јуна 1978. изабран је за викарног епископа моравичког. Хиротонију је 17. септембра 1978. године обавио патријарх српски Герман у Саборној цркви у Београду. Послије двије године проведене у Архиепископији београдско-карловачкој као викарни епископ, изабран је 19. маја 1980. године за епархијског епископа бањалучког. Устоличење је обављено у Бањој Луци у Саборном храму Свете Тројице дана 1. јуна 1980. године од епископа сремског Андреја Фрушића као изасланика Светог архијерејског синода. Епархијско сједиште Бања Лука је данас највећи град и сједиште државних институција Републике Српске. За вријеме епископа Јефрема канонизован је Свештеномученик Платон Бањалучки (Јовановић).
Већину времена и труда епископ Јефрем је уложио на обнову онога што је уништено у Другом свјетском рату. План Павелићеве НДХ био је да Бања Лука постане њен главни град и зато је великом већином православна, српска и бунтовна Босанска Крајина била на главном удару хрватских усташа и њемачких нациста. На територији Бањалучке епархије налази се стратиште и гробница концентрационог логора Јасеновац — Доња Градина, као и низ других стратишта — “Гробље мозгова” код храма Светог Марка у Драксенићу те Дракулић су само најпознатија међу њима.
Епископ Јефрем је уложио огроман труд у обнову Бањалучке епархије. Међу најзначајнијим је обнова катедралног Храма Христа Спаситеља у Бањој Луци. Црква, коју су срушили хрватски фашисти 1941. године, и чију обнову комунисти нису допуштали до 1991. године, сада је изграђена. Прва света литургија је служена у септембру 2004. године.
Епископ Јефрем је кратко администрирао Епархијом зворничко-тузланском након пензионисања владике Василија.
На мајском редовном заседању Светог архијерејског сабора (2024) уздигнут је у звање митрополита бањалучког.

## Признања
- Орден Његоша II реда (Видовдан 1993)[3]
- Орден Републике Српске (2012)[4]
- Орден пријатељства, Русија (2023)[5][6]